# ميس كرزي
ميس كرزي (الاسم العلمي:Celtis cerasifera) هو نوع من النباتات يتبع جنس الميس من الفصيلة القنبية.